# Rodelle
Rodelle település Franciaországban, Aveyron megyében. Lakosainak száma 1097 fő (2022. január 1.). Rodelle Bozouls, La Loubière, Muret-le-Château, Salles-la-Source, Sébazac-Concourès, Sébrazac és Villecomtal községekkel határos.

## Népesség
A település népessége az elmúlt években az alábbi módon változott:
| Lakosok száma | 884  | 743  | 845  | 943  | 1052 | 1085 | 1066 | 1067 | 1071 | 1097 |
|               | 1968 | 1982 | 1990 | 2006 | 2013 | 2015 | 2017 | 2019 | 2020 | 2022 |